# Aphonoides nok
Aphonoides nok är en insektsart som beskrevs av Andrej Vasiljevitj Gorochov 2008. Aphonoides nok ingår i släktet Aphonoides och familjen syrsor. Inga underarter finns listade i Catalogue of Life.